# Кинематограф ГДР
Кинематограф ГДР характеризовался чередованием периодов жёсткого идеологического диктата и относительной либерализации. С 1946 по 1990 год в ГДР вышло около семисот фильмов, примерно по 15 фильмов в год — небольшое количество, учитывая, что, например, за 12 лет нацистского режима на территории Германии вышло больше тысячи кинокартин. Для того чтобы фильм попал в производство и затем вышел на экраны, требовалось согласование во множестве инстанций, как на киностудии, так и в партийных органах СЕПГ. Впрочем, часто кино использовалось как способ инициировать публичную дискуссию по какому-то вопросу, и тогда допускались достаточно неоднозначные проблемные фильмы.
На DEFA были образованы подразделения, занимавшиеся выпуском игровых, документальных и анимационных фильмов. С 1954 года в ГДР существовало Главное управление кинематографии — государственный орган, регулировавший кинопроизводство и возглавляемый чиновником в ранге заместителя министра культуры. В то же время в аппарате СЕПГ был свой ответственный за кинопроизводство чиновник, который контролировал как DEFA, так и Главное управление кинематографии.
В первые годы существования ГДР продолжали сниматься фильмы, посвящённые осмыслению и преодолению нацистского прошлого: «Совет богов» Метцига (1950), «Верноподданный» Штаудте (1951). В 1951 году состоялся первый цензурный запрет уже вышедшего на экраны фильма: «Топор Вандсбека» Фалька Харнака с точки зрения советских и немецких партийных органов слишком сочувственно показывал палача на службе у нацистов. После волнений 17 июня 1953 года наступила определённая либерализация: партийное руководство поддержало выпуск фильмов, которые критически описывали современность, ставили острые вопросы (так называемые Gegenwartsfilme). Одновременно с этим в 1954—1955 гг. вышла кинодилогия Метцига об Эрнсте Тельмане, которая снималась под чутким надзором СЕПГ и представляла идеализированный образ революционера. «История Маленького Мука» (1953) Штаудте стала кассовым хитом и ярчайшим примером успеха детского кино производства DEFA, уровень которого был высок на протяжении всей истории ГДР. Ведущим восточногерманским кинорежиссёром был Конрад Вольф, сын писателя-коммуниста Фридриха Вольфа и брат главы внешней разведки ГДР Маркуса Вольфа. После прихода к власти национал-социалистов семья Вольфов эмигрировала в СССР, во время войны юный Конрад служил переводчиком в советской армии, а после войны учился во ВГИКе в режиссёрской мастерской Григория Александрова. В нескольких фильмах Вольфа («Лисси», 1957; «Звёзды», 1959) показана эволюция героя — немца, постепенно осознающего зло, которое несёт нацизм. В «Звёздах» Вольф раньше, чем режиссёры ФРГ, сделал главной главной темой фильма Холокост. «Мне было девятнадцать» (1968) — автобиографический фильм, рассказывающий о молодом немце, который в составе РККА входит в Германию в последние дни войны. Вольфу, тем не менее, тоже довелось попасть под цензурный запрет: в 1959 году его фильм «Искатели солнца», символически изображавший строительство социализма как поиски Солнца — урана, был положен на полку по настоянию советских властей, предположительно из-за того, что в нём раскрывалась значимость для СССР уранодобывающей промышленности ГДР. Запрет был снят в 1972 году. В 1961 году секретарь министерства культуры ГДР Вольфганг Ветцольд писал, что одна из причин исчезновения реального конфликта из кино ГДР — недопуск на экраны такого образцового фильма, как «Искатели солнца». В 1971 году Вольф поставил совместный советско-германский фильм «Гойя, или Тяжкий путь познания».
После «закручивания гаек», вызванного восстанием в Венгрии 1956 года, и возведения Берлинской стены снова наступило послабление. Вольф смог снять фильм «Расколотое небо» (1964) по роману Кристы Вольф о любви двух молодых людей, оказавшихся по разные стороны Берлинской стены. Метциг экранизировал роман Станислава Лема «Астронавты»; «Безмолвная звезда» (1960) — первый научно-фантастический фильм ГДР. «Карбид и щавель» Франка Байера (1963) — редкий пример вышедшей в ГДР сатиры на социальную и экономическую ситуацию. В декабре 1965 года на пленуме ЦК СЕПГ обсуждалась культурная политика в целом и были показаны «Я — кролик» Метцига и «Не думай, что я реву» Франка Фогеля, которые Эрик Хонеккер, в тот момент второй человек в партии, приводил как пример вредных для социализма тенденций в кино. Почти все выпущенные в 1965 году фильмы были запрещены. «След камней» Байера (1966) был снят с проката через три дня после выхода на экраны. В последующие годы в продукции DEFA преобладало аполитичное развлекательное кино, такое как «Сыновья Большой Медведицы» Йозефа Маха (1966), первый из серии вестернов, в которых играл югославский актёр Гойко Митич, прославившийся исполнением ролей индейских вождей. Крупнейшим идеологическим проектом этого периода была кинодилогия Гюнтера Райша о Карле Либкнехте: «Пока я жив» (1965) и «Несмотря ни на что» (1972).
После того как в 1971 году СЕПГ возглавил Хонеккер, идеологический диктат снова ослаб, в кино стало возможным появление кинокартин, более свободно говоривших о личности и интимной стороне жизни. Важнейшим фильмом этого периода стала «Легенда о Пауле и Пауле» Хайнера Карова, по словам Майи Туровской, карнавальная картина о ненастоящем, убогом социалистическом преуспеянии и о настоящей смертельной любви. Картина Карова выделялась свободным рассказом о сексуальной жизни героев, использованием образов из сновидений и саундтреком популярной рок-группы Puhdys. Она остаётся одним из самых популярных фильмов социалистического периода. Каров, член СЕПГ и в целом лояльный государству приверженец идеалов социализма, по его словам, решил делать «кино, которое волнует каждого», после того как его фильм «Русские идут» в 1968 году был запрещён за то, что не следовал официальному нарративу, согласно которому простые немцы поголовно приветствовали советские войска как освободителей. Фильм Байера «Якоб-лжец» (1974), поэтически и одновременно с горьким юмором рассказывавший о Холокосте, стал единственным восточногерманским фильмом, номинированным на «Оскар» за лучший фильм на иностранном языке. В 1976 году власти не пустили обратно в страну барда Вольфа Бирмана. Это решение стало символом репрессий против свободы творчества и повлекло эмиграцию многих деятелей культуры, в том числе популярнейших киноактёров Манфреда Круга и Армина Мюллера-Шталя и звезды «Легенды о Пауле и Пауле» Ангелики Домрёзе.
Усиление цензуры и эмиграция звёзд первой величины нанесли кино ГДР тяжёлый удар, повлиявший на все 1980-е (последним значительным успехом стало «Соло Санни» Вольфа в 1980 году). Зрители предпочитали телевизионную продукцию или попадавшие в прокат американские фильмы. 9 ноября 1989 года в прокат вышел фильм Карова «Каминг-аут». В другое время фильм, главной темой которого было признание собственной гомосексуальности, стал бы событием, но той же ночью пала Берлинская стена. В 1990 году ГДР формально прекратила существование, а в 1992 году была упразднена студия DEFA.